# Tsachkadzor
Tsachkadzor (Armeens: Ծաղկաձոր) is een stad in Armenië 50 kilometer ten noorden van Jerevan in de provincie Kotayk. Het telt 1618 inwoners (peiljaar 2001) en ligt op een hoogte van 1800 m. Sinds 1984 heeft het de status als stad. De naam van de stad betekent bloemendal in het Armeens.
De stad droeg vanaf de 17e eeuw tot 1947 de naam Dereçiçek. In de Sovjettijd werd het tot een moderne stad en vakantieoord omgebouwd. Het skiseizoen in de stad loopt van half september tot half april. Dan wordt de stad jaarlijks door honderden ski- en snowboardliefhebbers bezocht.
Een belangrijke bezienswaardigheid is het Ketjarris-klooster. Het klooster heeft een koepelkerk uit de 11e eeuw die aan de Armeense heilige Gregorius de Verlichter gewijd is. 

## Galerij

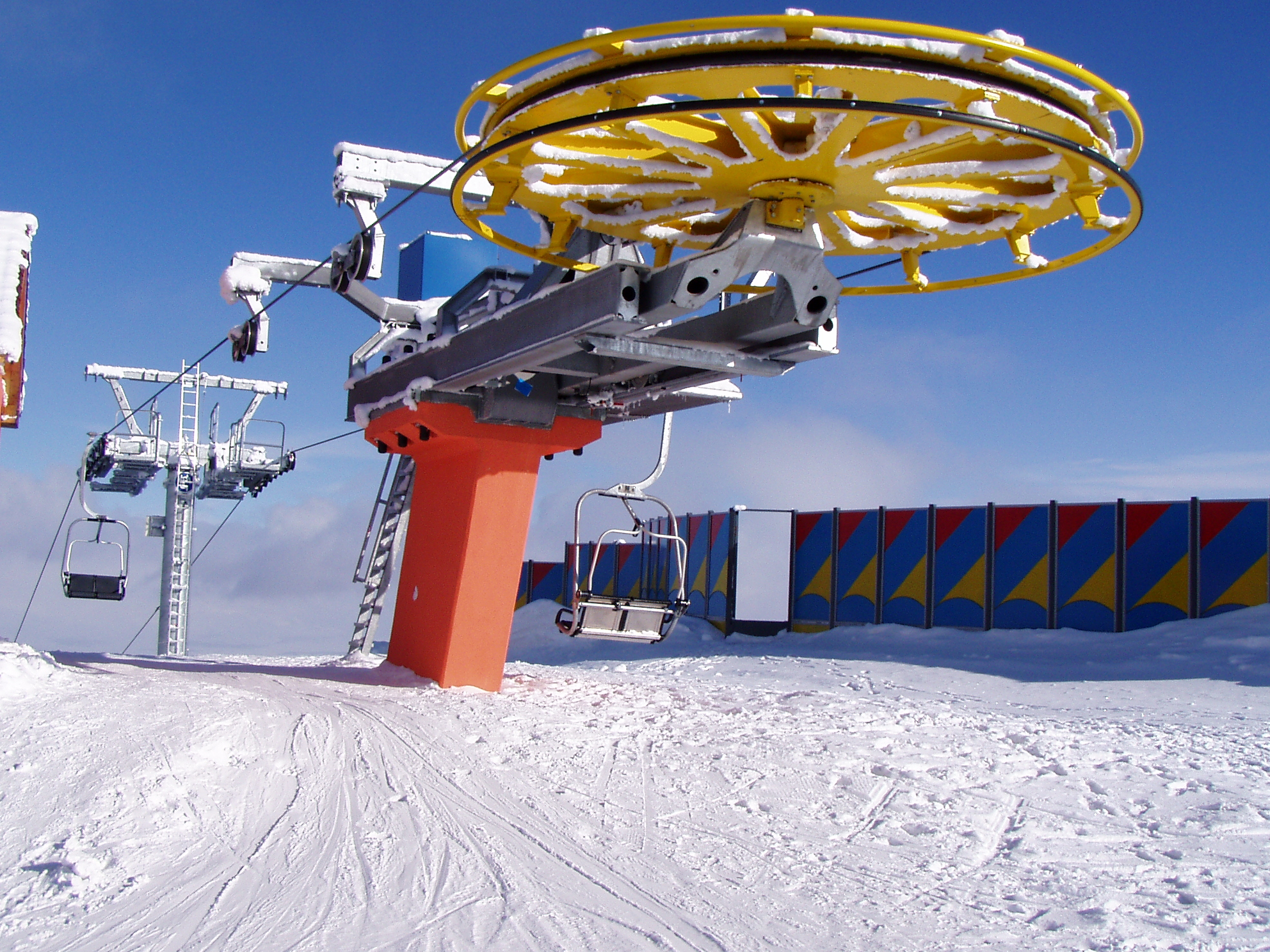
Hoogste lift op de Teghenisberg
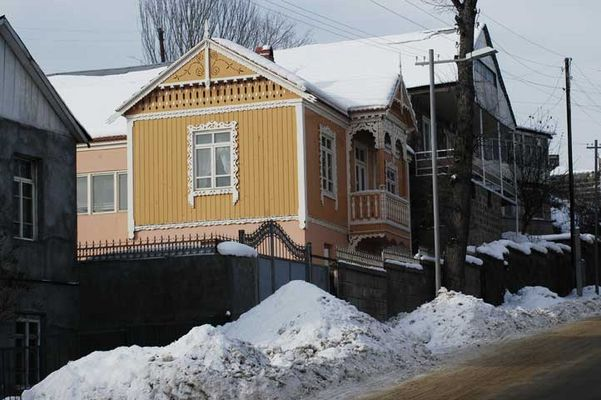
Huizen in Tsachkadzor
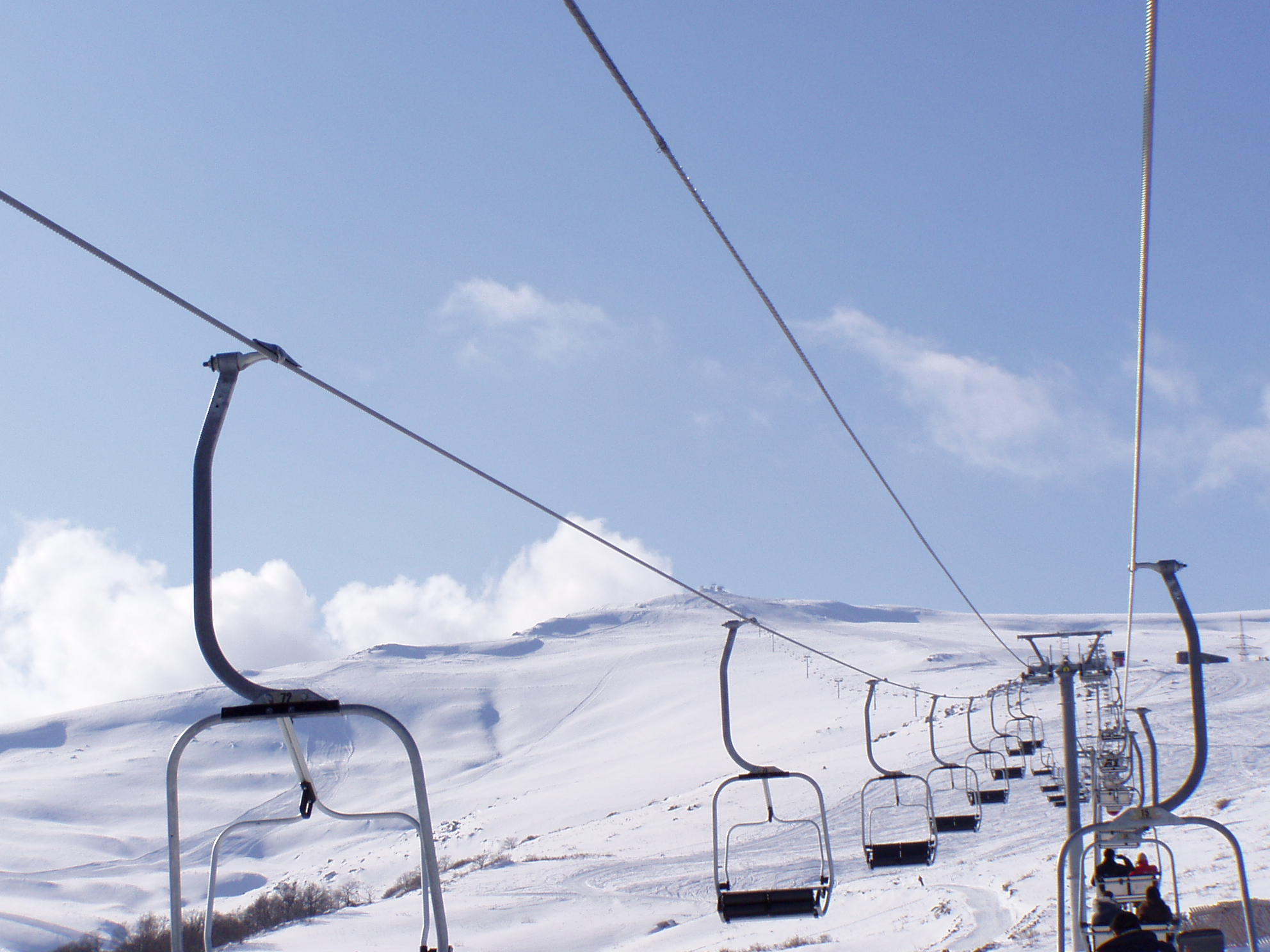
Teghenisberg, hoogteverschil 850 meter
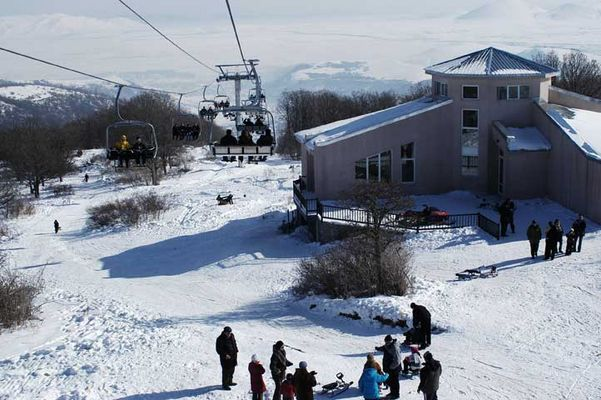
Winter in Tsachkadzor
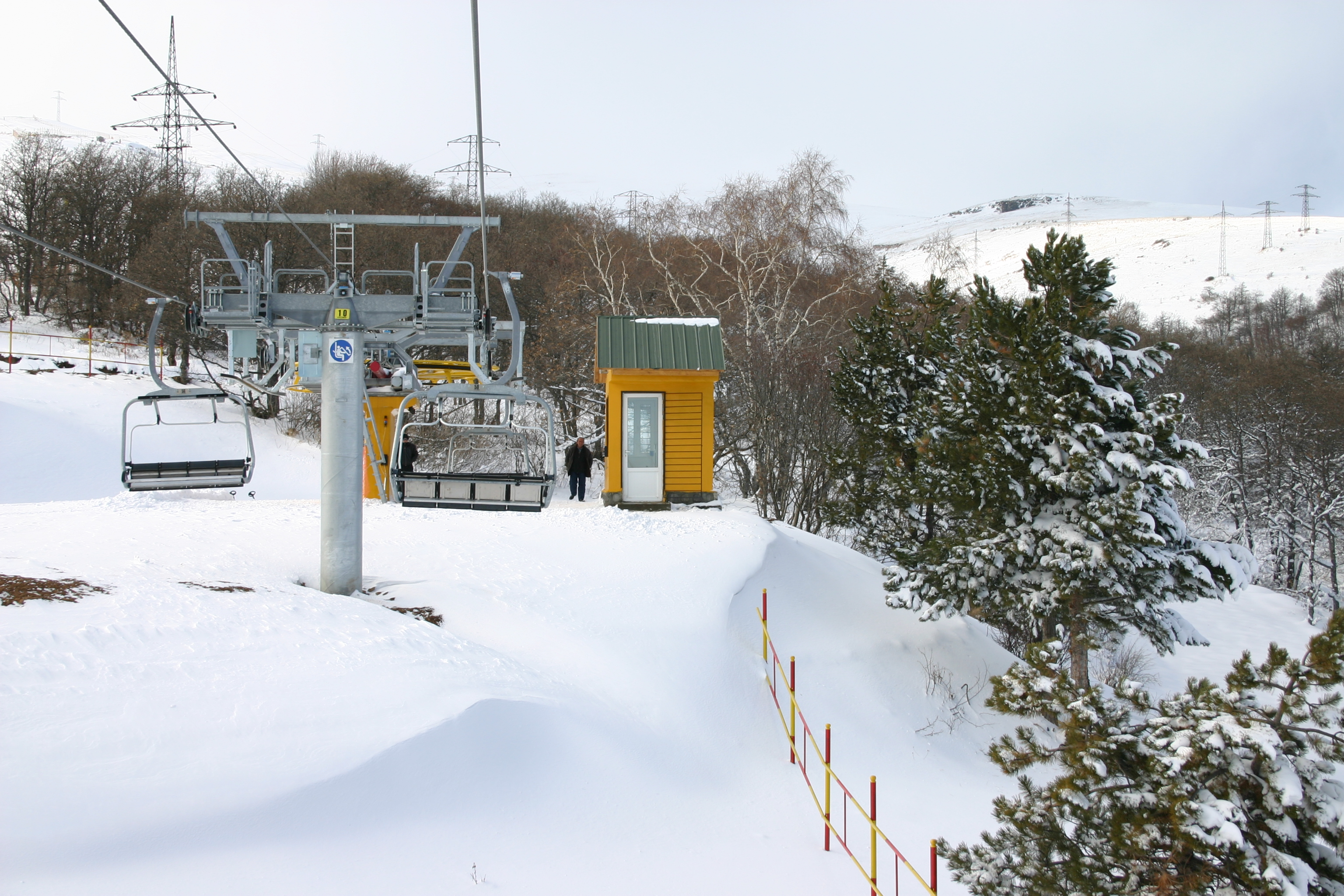
De eerste skilift
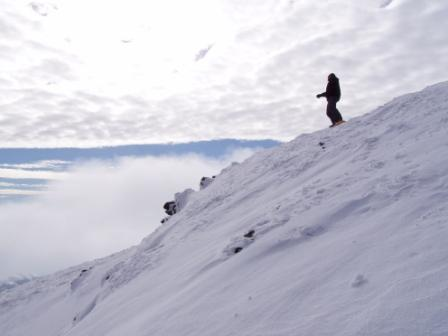
Snowboarden
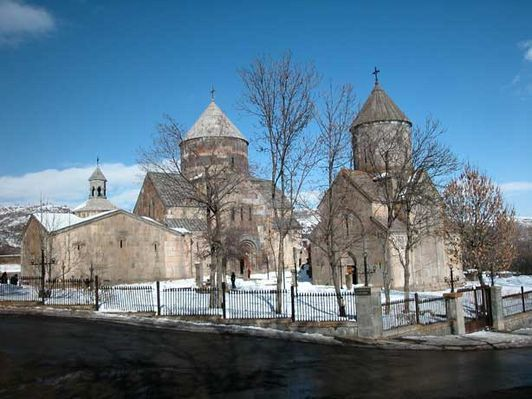
Kecharis-klooster
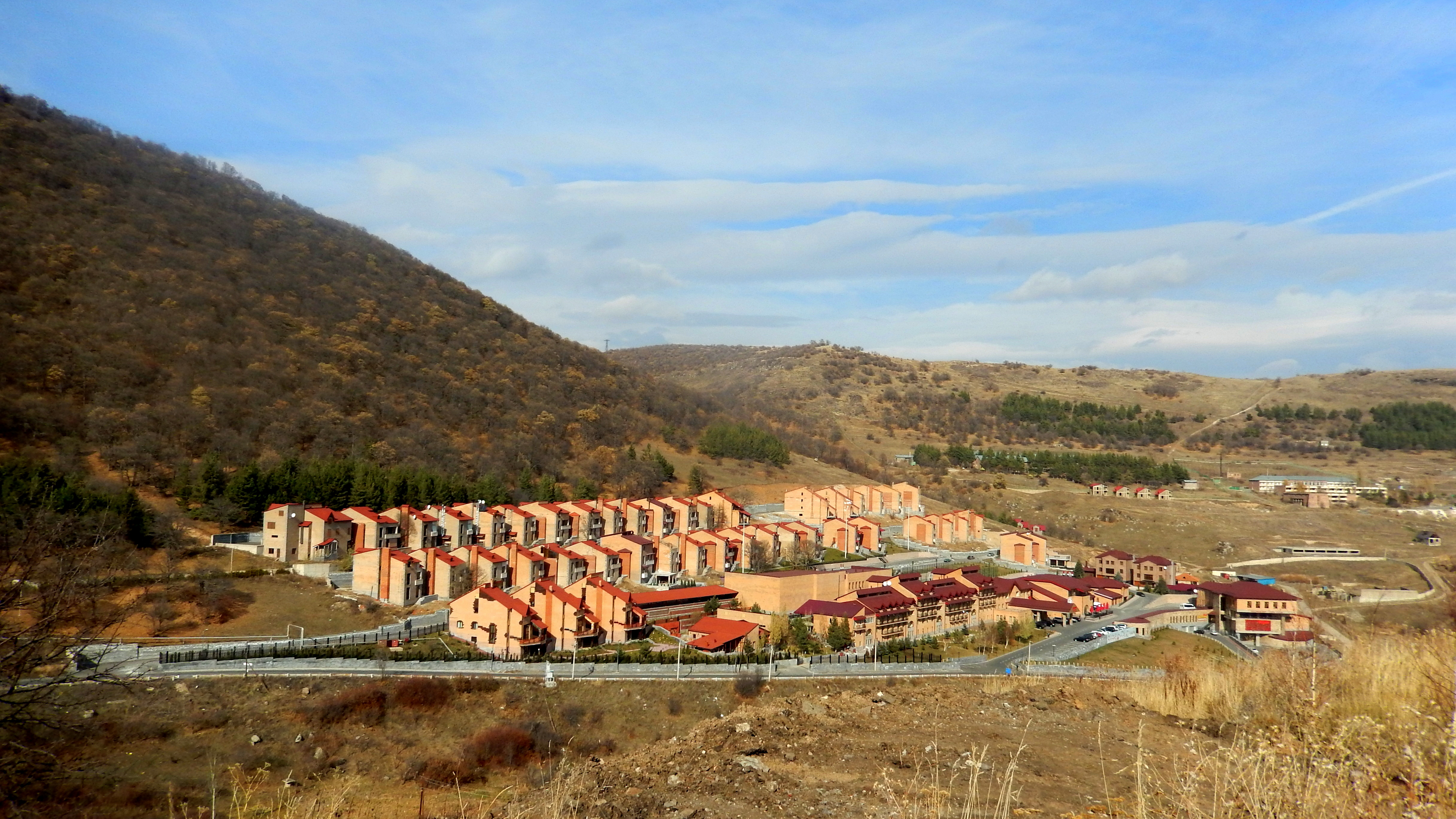
Mariott Complex